# Le Plessis-Dorin

Le Plessis-Dorin este o comună în departamentul Loir-et-Cher, Franța. În 1 ianuarie 2022 avea o populație de 149 de locuitori.